# АЭС Ханбит
АЭС Ханбит (АЭС Йонгван) (кор. 한빛원자력발전소) — действующая атомная электростанция в Южной Корее.
Станция расположена на юго-западе Южной Кореи на побережье Желтого моря в уезде Йонгван провинции Чолла-Намдо.
Всего на станции установлено 2 реактора типа WF и четыре типа OPR – все действующие и общего водо-водяного типа PWR. Первый из реакторов был запущен в 1988 году, последний в 2002. Общая мощность АЭС Ханбит (Йонгван) составляет 5875 МВт, что лишь 6 МВт уступает крупнейшей АЭС Южной Кореи – Ханул. Тем не менее, АЭС Ханбит входит в топ-10 АЭС мира по мощности.
Название Ханбит АЭС получила в мае 2013 года, до этого она носила название Йонгван. Случилось это по просьбе местных рыбаков, которые не хотели, чтобы их продукция ассоциировалась с атомной энергетикой и радиацией .

## Информация об энергоблоках
| Энергоблок | Тип реакторов | Мощность | Мощность | Начало строительства | Физпуск    | Подключение к сети | Ввод в эксплуатацию | Закрытие |
| Энергоблок | Тип реакторов | Чистый   | Брутто   | Начало строительства | Физпуск    | Подключение к сети | Ввод в эксплуатацию | Закрытие |
| ---------- | ------------- | -------- | -------- | -------------------- | ---------- | ------------------ | ------------------- | -------- |
| Ханбит-1   | PWR, WH F     | 997 МВт  | 1000 МВт | 04.06.1981           | 31.01.1986 | 05.03.1986         | 25.08.1986          | —        |
| Ханбит-2   | PWR, WH F     | 984 МВт  | 993 МВт  | 10.12.1981           | 15.10.1986 | 11.11.1986         | 10.06.1987          | —        |
| Ханбит-3   | PWR, OPR-1000 | 994 МВт  | 1050 МВт | 23.12.1989           | 13.10.1994 | 30.10.1994         | 31.03.1995          | —        |
| Ханбит-4   | PWR, OPR-1000 | 980 МВт  | 1032 МВт | 26.05.1990           | 07.07.1995 | 18.07.1995         | 01.01.1996          | —        |
| Ханбит-5   | PWR, OPR-1000 | 994 МВт  | 1053 МВт | 29.01.1997           | 24.11.2001 | 19.12.2001         | 21.05.2002          | —        |
| Ханбит-6   | PWR, OPR-1000 | 993 МВт  | 1052 МВт | 20.11.1997           | 01.09.2002 | 16.09.2002         | 24.12.2002          | —        |